# From Under the Cork Tree
From Under the Cork Tree (en castellano, "Bajo el árbol del alcornoque" o "Bajo el árbol de corcho") es el segundo álbum de estudio de la banda de rock Fall Out Boy, lanzado el 3 de mayo de 2005. 
Es el primer álbum lanzado por la agencia discográfica internacional Island Records y estuvo encabezado por el sencillo «Sugar, We're Going Down». El álbum debutó en la posición 9 del Billboard 200, con 68 000 copias vendidas en la primera semana.

## Lista de canciones
Todas las canciones escritas y compuestas por Pete Wentz. 
| N.º   | Título                                                                                       | Duración |  |
| 1.    | «Our Lawyer Made Us Change the Name of This Song So We Wouldn't Get Sued»                    | 3:09     |  |
| 2.    | «Of All the Gin Joints in All the World»                                                     | 3:11     |  |
| 3.    | «Dance, Dance»                                                                               | 3:09     |  |
| 4.    | «Sugar, We're Goin Down»                                                                     | 3:49     |  |
| 5.    | «Nobody Puts Baby in the Corner»                                                             | 3:21     |  |
| 6.    | «I've Got a Dark Alley and a Bad Idea That Says You Should Shut Your Mouth (Summer Song)»    | 3:11     |  |
| 7.    | «7 Minutes in Heaven (Atavan Halen)»                                                         | 3:01     |  |
| 8.    | «Sophomore Slump or Comeback of The Year»                                                    | 3:23     |  |
| 9.    | «Champagne For My Real Friends, Real Pain For My Sham Friends»                               | 3:23     |  |
| 10.   | «I Slept With Someone in Fall Out Boy and All I Got Was This Stupid Song Written About Me»   | 3:31     |  |
| 11.   | «A Little Less Sixteen Candles, a Little More "Touch Me"»                                    | 2:49     |  |
| 12.   | «Get Busy Living or Get Busy Dying (Do Your Part to Save the Scene and Stop Going to Shows)» | 3:27     |  |
| 13.   | «XO»                                                                                         | 3:41     |  |
| 43:00 |                                                                                              |          |  |

Edición limitada "Black Clouds and Underdogs"
El 14 de marzo de 2006, una versión del álbum fue publicada y titulada: From Under The Cork Tree (Edición limitada "Black Clouds and Underdogs").Consistía en un total de 18 pistas, las 13 primeras eran de From Under The Cork Tree. De las cinco restantes, tres eran nuevas canciones y dos eran remix. Se publicaron por este orden:
1. "Snitches and Talkers Get Stitches and Walkers"
2. "The Music or the Misery"
3. "My Heart Is the Worst Kind of Weapon (Demo)"
4. "Sugar We're Goin Down (Patrick Stump Remix)"
5. "Dance, Dance (Lindbergh Palace Remix)"